# Фербей Михайло
Миха́йло Фербе́й (* 1887 — † 1969) — торговець і громадський діяч у Канаді.
Родом із Галичини. До Канади прибув 1906 року. Створив в Едмонтоні українську книгарню, першу в Канаді, яка діє донині.
Був активним в українському православному русі. Співзасновник Інституту імені Михайла Грушевського в Едмонтоні.